# Challenger de Morelos 2014
El torneo Morelos Open 2014, fue un torneo profesional de tenis. Perteneció al ATP Challenger Tour 2014. Se disputó su 1ª edición sobre superficie dura, en Cuernavaca, Morelos, México entre el 17 y el 23 de febrero de 2014.

## Jugadores participantes del cuadro de individuales
| Favorito | País                               | Jugador          | Rank1 | Posición en el torneo |
| -------- | ---------------------------------- | ---------------- | ----- | --------------------- |
| 1        | Bandera de la República Dominicana | Víctor Estrella  | 132   | FINAL                 |
| 2        | Bandera de Eslovaquia              | Andrej Martin    | 138   | Segunda ronda         |
| 3        | Bandera de Túnez                   | Malek Jaziri     | 146   | Semifinales           |
| 4        | Bandera de Estados Unidos          | Rajeev Ram       | 150   | Semifinales           |
| 5        | Bandera de Estados Unidos          | Bobby Reynolds   | 179   | Primera ronda         |
| 6        | Bandera de Austria                 | Gerald Melzer    | 196   | CAMPEÓN               |
| 7        | Bandera de Venezuela               | David Souto      | 222   | Segunda ronda         |
| 8        | Bandera de Italia                  | Alessio di Mauro | 158   | Primera ronda         |

| Posición en el torneo   |
| ----------------------- |
| Primera y segunda ronda |
| Cuartos de final        |
| Semifinales             |
| FINAL                   |
| CAMPEÓN                 |

- 1 Se ha tomado en cuenta el ranking del 3 de febrero de 2014.

### Otros participantes
Los siguientes jugadores recibieron una invitación (wild card), por lo tanto ingresan directamente al cuadro principal (WC):
- Tigre Hank
- Luis Patino
- Miguel Ángel Reyes-Varela
- Rogelio Siller

Los siguientes jugadores ingresan al cuadro principal tras disputar el cuadro clasificatorio (Q):
- Dean O'Brien
- Henrique Cunha
- Juan Carlos Spir
- Giovanni Lapentti

Los siguientes jugadores ingresan al cuadro principal con ranking protegido (PR):
- Daniel Kosakowski

## Jugadores participantes en el cuadro de dobles

### Cabezas de serie
| Favorito | País                      | Jugador            | País                      | Jugador          | Rank1 | Posición en el torneo |
| -------- | ------------------------- | ------------------ | ------------------------- | ---------------- | ----- | --------------------- |
| 1        | Bandera de Colombia       | Nicolás Barrientos | Bandera de Colombia       | Eduardo Struvay  | 286   | Cuartos de final      |
| 2        | Bandera de Australia      | Jordan Kerr        | Bandera de Alemania       | Tim Puetz        | 298   | Primera ronda         |
| 3        | Bandera de Estados Unidos | Kevin King         | Bandera de Colombia       | Juan Carlos Spir | 361   | Semifinales           |
| 4        | Bandera de Estados Unidos | Rajeev Ram         | Bandera de Estados Unidos | Bobby Reynolds   | 435   | Cuartos de final      |

- 1 Se ha tomado en cuenta el ranking del 3 de febrero de 2014.

## Campeones

### Individual Masculino
- Gerald Melzer derrotó en la final a  Víctor Estrella, 6–1, 6–4

### Dobles Masculino
- Andrej Martin /  Gerald Melzer derrotaron en la final a  Alejandro Moreno Figueroa /  Miguel Ángel Reyes-Varela, 6–2, 6–4